# Heubach (Emmer)
Der Heubach ist ein 17,6 km langer, orografisch linker Nebenfluss der Emmer in Ostwestfalen.

## Name
Der Bach wird im 17.18. Jahrhundert lediglich Hey(e) genannt. Die Grundform des Namens ist *Heidebach, das zu Heibach bzw. Hey verkürzt wurde.

## Geographie

### Verlauf
Der Heubach entspringt als Mühlenbach am Osthang des Eggegebirges westlich von Sandebeck und fließt in Richtung Nordost entlang des Vinsebecker Forstes. Westlich von Vinsebeck nimmt der Heubach den Silberbach, seinen größten Zufluss auf. Ab dieser Stelle wird das Gewässer Heubach genannt. Er fließt weiter in östliche Richtung, durchfließt Vinsebeck und mündet bei KM 41,8 in Steinheim in die Emmer.

### Wasserscheide
Das Quellgebiet des Heubachs liegt auf der Rhein-Weser-Wasserscheide; dies bedeutet, dass der Heubach, der in östliche Richtungen fließt, über die Emmer in die Weser entwässert, während die Fließgewässer, die auf der Westseite des Bergkamms entspringen, in Richtung Rhein fließen.

## Umwelt
Der Oberlauf des Heubaches ist Teil des 1965 gegründeten und 1059 km² großen Naturpark Teutoburger Wald / Eggegebirge. Die Gewässergüte des Heubachs ist gut.

## Zuflüsse
Liste der Zuflüsse von der Quelle zur Mündung. Auswahl.
- Holzbach, von links bei Gut Wintrup, 3,3 km
- Silberbach, von links zwischen Heesten und Vinsebeck, 11,4 km und 18,9 km²
- Home, von rechts bei Gut Untereichholz, 6,0 km und 5,8 km²
- Teichwasser, von links in Steinheim, 6,5 km und 9,4 km²

(Alle Längenangaben gemäß Landesvermessungsamt Nordrhein-Westfalen)